# Oparba maroccana
Oparba maroccana är en spindeldjursart som först beskrevs av Kraepelin 1899.  Oparba maroccana ingår i släktet Oparba och familjen Solpugidae. Inga underarter finns listade i Catalogue of Life.